# Acinia ica
Acinia ica är en tvåvingeart som beskrevs av Erich Martin Hering 1941. Acinia ica ingår i släktet Acinia och familjen borrflugor.
Artens utbredningsområde är Peru. Inga underarter finns listade i Catalogue of Life.